# Réunion-Gans
Die Réunion-Gans (Alopochen kervazoi) ist eine ausgestorbene Vogelart aus der Unterfamilie der Halbgänse. Sie war endemisch auf der Insel Réunion. Benannt ist die Art nach dem Paläontologen Bertrand Kervazo, der 1974 die subfossilen Überreste in der Grotte des Premiers Français auf Réunion zu Tage förderte. Weiteres Material stammt aus den Fossillagerstätten Grotte de l’Autel, Grotte „au sable“ und Marais de l’Ermitage.
Die formale wissenschaftliche Beschreibung erfolgte 1994 durch Graham S. Cowles.

## Aussterben
1619 berichtete der niederländische Reiseschriftsteller Willem Ysbrandsz. Bontekoe zum ersten Mal von Gänsen auf Réunion. Die einzige detaillierte Beschreibung stammt von dem französischen Reisenden Sieur Dubois, der den Vogel 1674 als etwas kleiner als die europäischen Gänse beschrieb. Die Réunion-Gans soll der Nilgans sehr ähnlich gesehen haben, hatte jedoch robustere Beinknochen und einen kurzen starken Schnabel. Füße und Schnabel waren rötlich. Der Grund für ihr Aussterben war die Überjagung, da das Fleisch der Vögel sehr schmackhaft war. 1665 hob der französische Reisende François Martin die Häufigkeit der Gänse in der Lagune von Saint Gilles hervor und schrieb, dass die Vögel so zutraulich waren, dass man sie mit den Händen greifen konnte. 1667 besuchte Martin die Lagune von Saint Paul und bemerkte, dass der Lebensraum zerstört und die Gänse verschwunden waren. 1710 schrieb der Gouverneur der l'Île Bourbon (heute Réunion) Antoine Desforges-Boucher (1681–1725) in seinem Werk „Mémoire d' Antoine Boucher sur l'île Bourbon en 1710“: „Sehr geehrte Herren. Man findet nichts mehr von diesen Tieren, nur noch die kläglichen Reste von dem, was Ihrer unersättlichen Gefrässigkeit entgehen konnte“.